# Karadagodu, Belur
Karadagodu là một làng thuộc tehsil Belur, huyện Hassan, bang Karnataka, Ấn Độ.